# Oś dla Pokoju
Oś dla Pokoju (ang. Axis for Peace) – konferencja pokojowa zorganizowana z inicjatywy międzynarodowej organizacji non-profit Sieć Woltera w celu konsolidacji środowisk przeciwnych konfliktom zbrojnym. Aktywiści przygotowujący przedsięwzięcie, już wcześniej oddani sprawie krzewienia pokoju na świecie, odnosili się do działań które mogłyby sprawić, iż głos antywojennych społeczników byłby słyszalny i wyraźny.
Konferencja odbyła się 17 i 18 listopada 2005 roku w Brukseli. Wzięło w niej udział około 150 przedstawicieli z 37 krajów, w tym intelektualistów, dziennikarzy, polityków, dyplomatów i wojskowych. Obecne na niej były także delegacje ze świata arabskiego, Europy i obu Ameryk. Zabrakło jednak przedstawicieli Afryki, Azji oraz Oceanii.
Przedsięwzięcie było częściowo retransmitowane do świata arabskiego przez stację Al-Dżazira, do Ameryki Łacińskiej przez TeleSUR i do Rosji przez telewizję RT.
Sekretarz Generalny Ligi Arabskiej oraz kilku innych zaproszonych gości nie było w stanie uczestniczyć w konferencji ze względu na nieoczekiwane wezwanie na dyplomatyczny szczyt w Kairze poświęcony przyszłości Iraku.